# Source Serif 4
Source Serif 4（ソース・セリフ・４）は、アドビの書体デザイナーである Frank Grießhammer が制作したセリフ書体である。アドビが3番目にリリースしたオープンソースフォントであり、SIL Open Font Licenseで配布されている。源ノ明朝の欧文部分にはこの書体が使用されている。